# Alena
Alena  è un nome proprio di persona ceco, slovacco, sloveno e tedesco femminile.

## Varianti
- Sloveno
  - Alterati: Alenka[1]

### Varianti in altre lingue
- Russo: Алёна (Alëna)[2]
- Ucraino: Альона (Al'ona)

## Origine e diffusione
Analogamente ai nomi Lena e Lenka, può costituire un'ipocoristico tanto del nome Elena quanto del nome Maddalena.

## Onomastico
L'onomastico si può festeggiare in memoria di sant'Alena, martire in Belgio, commemorata il 18 giugno; alternativamente, lo stesso giorno dei nomi Elena o Maddalena.

## Persone
- Alena Alekseeva, nuotatrice russa
- Alena Hanušová, cestista ceca
- Alena Kašová, cestista slovacca
- Alena Kopets, atleta bielorussa
- Alena Kováčová, cestista slovacca

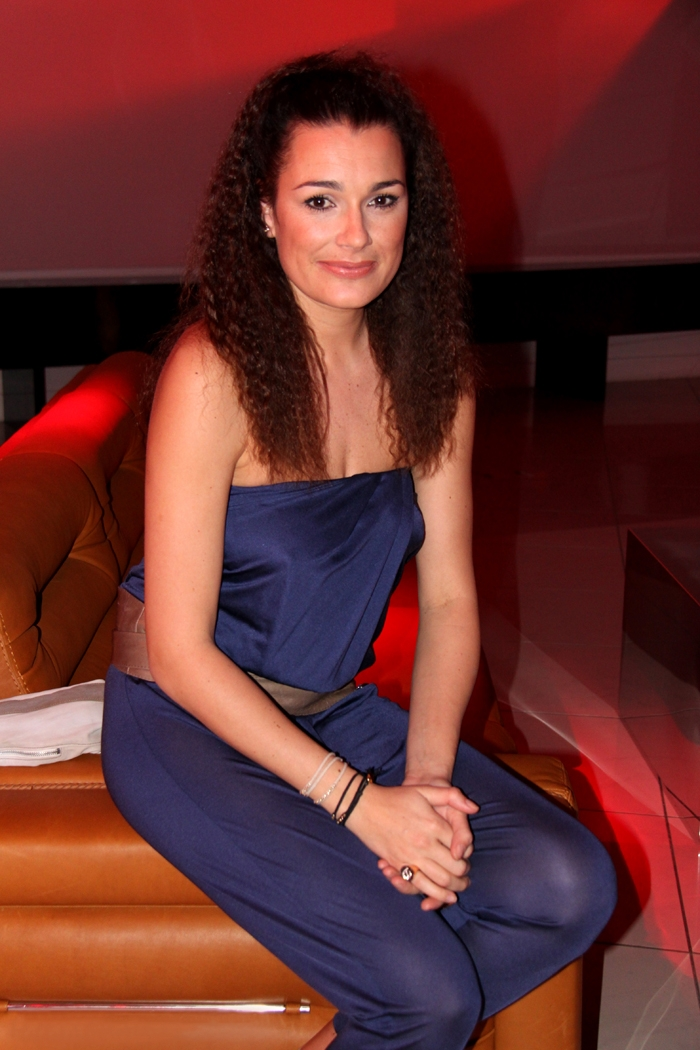
Alena Šeredová

- Alena Popčanka, nuotatrice francese
- Alena Procházková, fondista slovacca
- Alena Šeredová, showgirl, attrice, dirigente sportiva e modella ceca
- Alena Vrzáňová, pattinatrice artistica su ghiaccio ceca
- Alena Zubrylava, allenatrice di biathlon e biatleta ucraina naturalizzata bielorussa

### Variante Alëna

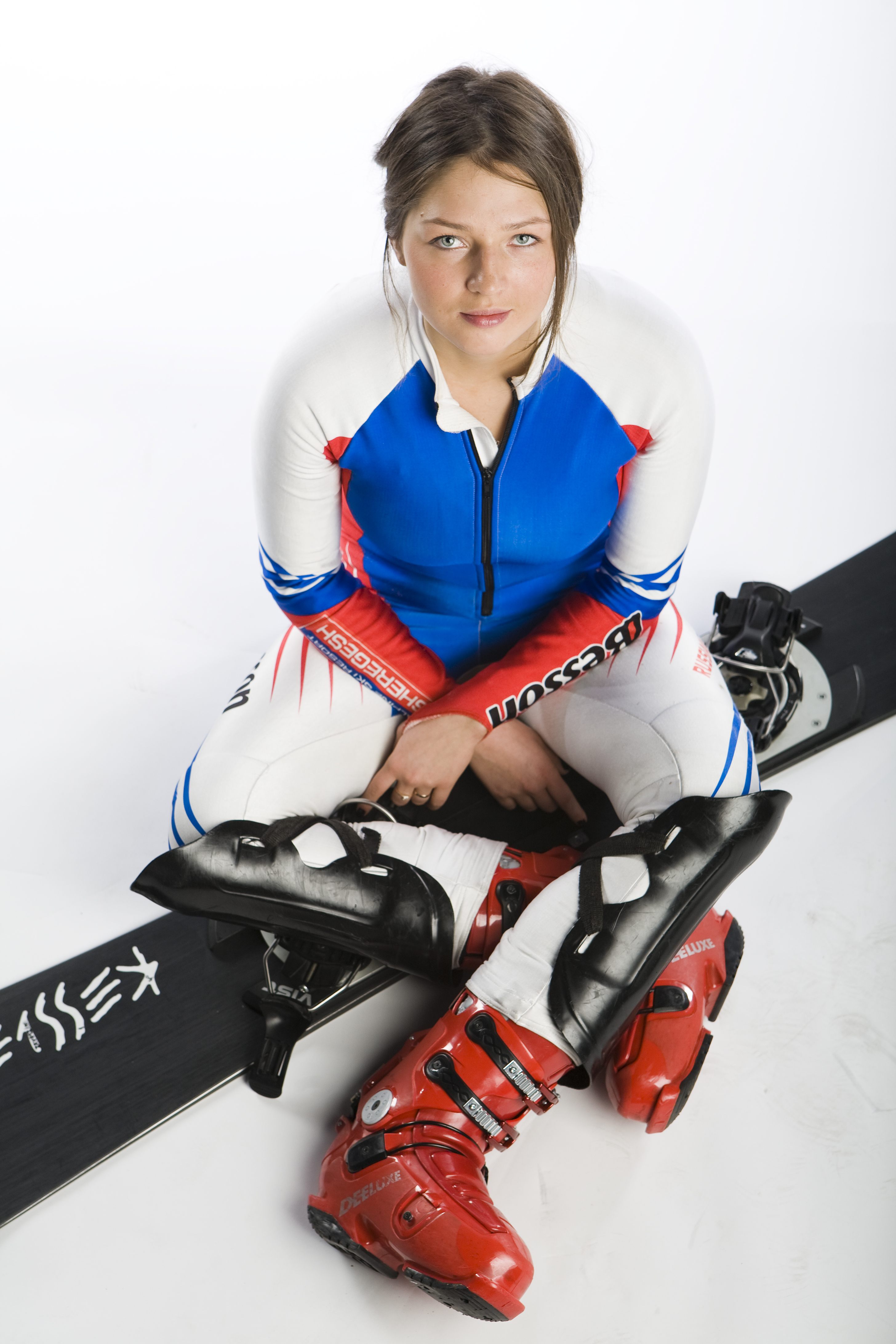
Alëna Zavarzina

- Alëna Leonova, pattinatrice artistica su ghiaccio russa
- Alëna Kostornaja, pattinatrice artistica su ghiaccio russa
- Alëna Sid'ko, fondista russa
- Alëna Zavarzina, snowboarder russa

### Variante Al'ona
- Al'ona Bondarenko, tennista ucraina

### Variante Alenka
- Alenka Bratušek, politica slovena

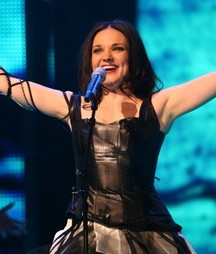
Alenka Gotar

- Alenka Dovžan, sciatrice alpina slovena
- Alenka Gotar, soprano sloveno
- Alenka Kejžar, nuotatrice slovena
- Alenka Zupančič, filosofa e psicanalista slovena

## Il nome nelle arti
- Alena Preston è un personaggio della soap opera CentoVetrine.
- Alena è un personaggio principale della saga Cronache del regno della fantasia.